# Charles Francis Curtiss
Charles (« Chuck ») Francis Curtiss (né le 4 avril 1921 à Chicago, mort le 24 décembre 2007 à Madison) est un physicien américain.

## Biographie
Il fait des études de premier cycle à l'université du Wisconsin à Madison. En 1942 il entre au National Defense Research
Committee Geophysical and Allegheny Ballistics Laboratories à Washington et au Maryland. Revenu à l'université du Wisconsin en 1945 il obtient un Ph.D. en 1949 sous la direction de Joseph Oakland Hirschfelder. Sa carrière universitaire se déroulera entièrement à Madison. Il est connu pour ses travaux sur la théorie cinétique des gaz et les propriétés de transport et en rhéologie. Il est aussi connu pour ses travaux en mathématiques appliquées.

## Prix et distinctions
- 1987 - Médaille Bingham de la Society of Rhéology[2]
- 1994 - Médaille Eringen de la Society of Engineering Sciences[3]
- Membre de l'American Chemical Society
- Membre de la Society of Engineering Science
- Compagnon de la Société américaine de physique

## Ouvrages publiés
- (en) Joseph Oakland Hirschfelder, Charles Francis Curtiss, Robert Byron Bird, Molecular Theory of Gases and Liquids, John Wiley and Sons, 1966  (ISBN 978-0-471-40065-3)
- (en) Robert Byron Bird, Charles Francis Curtiss, Robert C. Armstrong, Ole Hassager, Dynamics of Polymeric Liquids, volume 2: Kinetic Theory, John Wiley and Sons, 1987  (ISBN 978-0-471-80244-0)